# تشيونغ كينغ واي
تشيونغ كينغ واي (بالصينية: 張敬煒) (من مواليد 3 سبتمبر 1985) هو دراج من هونغ كونغ.
شارك في دورة الألعاب الآسيوية 2006 في الدوحة، قطر.